# 新加坡国庆日
新加坡国庆日是新加坡的国庆日，为纪念新加坡于1965年8月9日正式从马来西亚联邦独立而设立。

## 历史
新加坡于1963年9月16日加入马来西亚联邦。1965年8月8日，马来西亚国会通过紧急修宪，将新加坡州逐出马来西亚联邦。8月9日，新加坡被迫宣布独立。
在新加坡，每年的8月9日为假期（政府学校则因学生参加庆典表演而放假两日）。自1966年开始，新加坡每年都会在当日举办“國慶慶典”（英語：National Day Parade，或简称），而这个全国性的庆祝活动的影响力也几乎超过了春节、卫塞节等其它节日，使之成为新加坡的各项重要庆典之一，也是当地最热闹的节日。
而在2015年，適逢新加坡国庆50週年，国庆日當日可免費乘搭新捷運及SMRT旗下的巴士及地鐵服務。

## 国庆庆典
国庆庆典是新加坡为庆祝国庆节而举行的一年一度的仪式活动，于1966年首次在政府大厦大草场举办游行。

## 国庆群众大会
国庆群众大会是新加坡总理自1966年以来每年国庆日后的第一个或第二个星期日向全国发表的年度演说。

## 烟花汇演
国庆烟花汇演是一项一年一度的国庆庆祝活动，第一次烟花汇演于2004年举办。

## 外国政要到访

### 马来西亚
2019年8月9日，马来西亚首相马哈迪·莫哈末与首相夫人茜蒂哈斯玛应新加坡总理李显龙的邀请，出席新加坡国庆日及开埠200周年纪念游行，随同马哈迪出席者包括外交部长赛夫丁阿都拉，以及首相署与外交部的高级官员。